# Bordonia venezuelana
Bordonia venezuelana är en insektsart som beskrevs av Albino Morimasa Sakakibara 1998. Bordonia venezuelana ingår i släktet Bordonia och familjen hornstritar. Inga underarter finns listade i Catalogue of Life.